# Paineiras

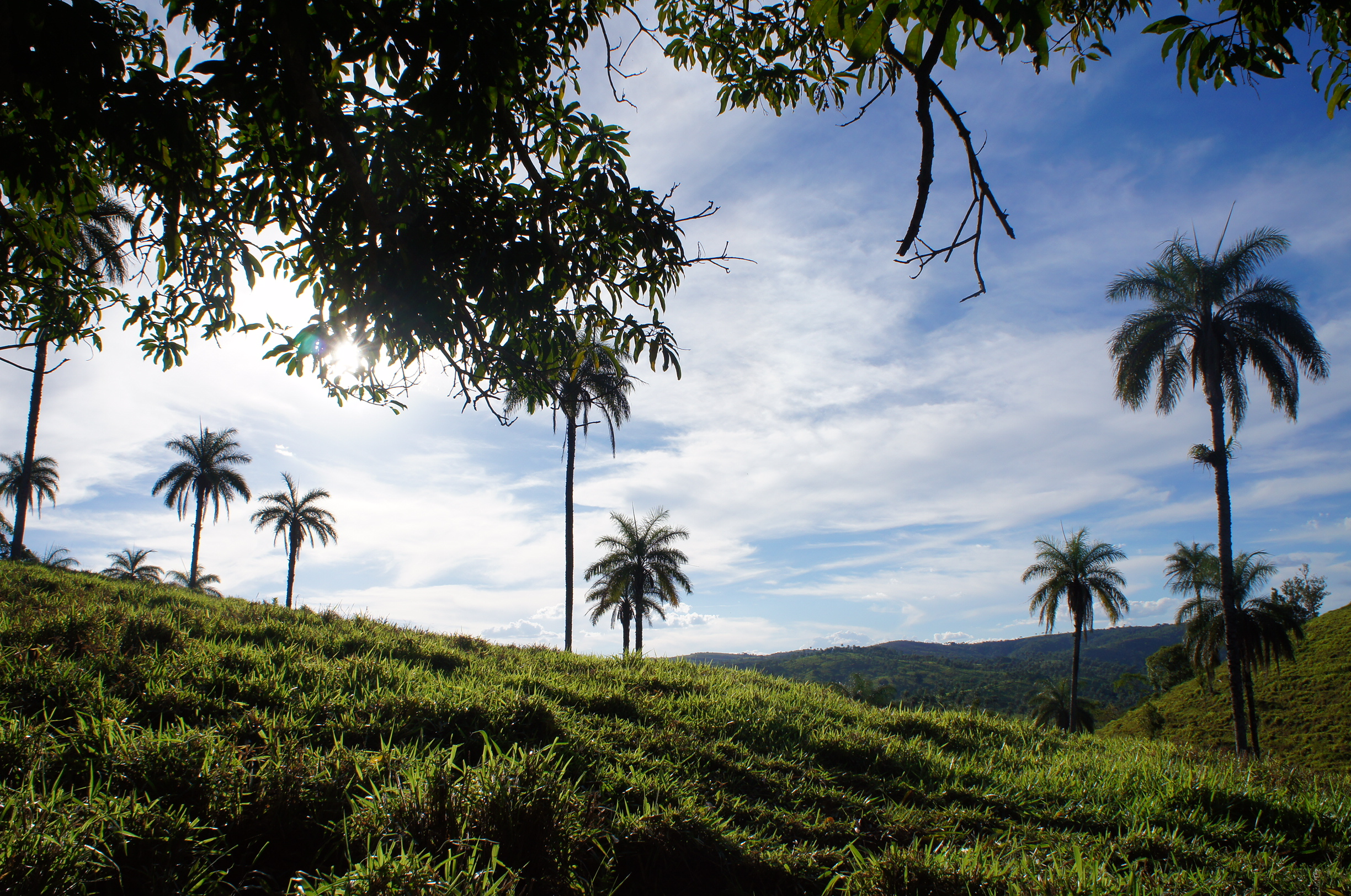
Photographie du paysage de Palneiras

Paineiras est une municipalité brésilienne de l'État du Minas Gerais et la microrégion de Três Marias.